# Gunnar Setterwall
Carl Gunnar Emanuel Setterwall (Stoccolma, 18 agosto 1881 – Stoccolma, 26 febbraio 1928) è stato un tennista svedese.

## Palmarès

### Olimpiadi
- Argento a Stoccolma 1912 nel doppio maschile indoor.
- Argento a Stoccolma 1912 nel doppio misto outdoor.
- Bronzo a Londra 1908 nel doppio maschile indoor.
- Bronzo a Stoccolma 1912 nel doppio misto indoor.